# Parchi nazionali dell'Ucraina
I parchi nazionali dell'Ucraina sono aree naturali protette che fanno parte del patrimonio nazionale dell'Ucraina.
I parchi nazionali ucraini sono 40 e sono presenti in 12 su 24 regioni, per un totale di circa 10.000 km² (1,8% della superficie nazionale). L'ingresso ai parchi nazionali è consentito ai turisti.
Una delle politiche nazionali consiste nella conservazione della biodiversità al fine di uno sviluppo socioeconomico sostenibile della nazione.
La legge sul Fondo per la Conservazione della Natura dell'Ucraina del 1992 identifica due tipologie di aree naturali protette:
1. aree e oggetti naturali;
2. oggetti e complessi creati artificialmente.[1]

Nella prima categoria sono incluse le Riserve Naturali, le Riserve della Biosfera, i Parchi Naturali Nazionali, i Paesaggi Regionali Protetti, i Monumenti Naturali e i Siti Protetti. Nel secondo gruppo sono ricompresi i Giardini Botanici, i Parchi Dendrologici e Zoologici, i Monumenti del Paesaggio Architettonico e di Orticoltura.
Le aree naturali protette coprono circa il 3,9% del territorio nazionale dell'Ucraina.

## Lista dei parchi nazionali
| N  | Nome (nome originale)                                           | Zona (Oblast')                | Anno di istituzione | Superficie Ha | Immagine                   |
| -- | --------------------------------------------------------------- | ----------------------------- | ------------------- | ------------- | -------------------------- |
| 1  | Azov-Sivash «Азово-Сиваський»                                   | Cherson                       | 1993                | 52154         | «Азово-Сиваський»          |
| 2  | Beloozersk «Білоозерський»                                      | Kiev, Čerkasy                 | 2009                | 7014,4        | «Білоозерський»            |
| 3  | Biloberezhzhya Svyatoslav «Білобережжя Святослава»              | Mykolaïv                      | 2009                | 35223         | «Білобережжя Святослава»   |
| 4  | Boezky Hard «Бузький Гард»                                      | Mykolaïv                      | 2009                | 6138          | «Бузький Гард»             |
| 5  | Alto Bug «Верхнє Побужжя»                                       | Chmel'nyc'kyj                 | 2013                | 108000        | «Верхнє Побужжя»           |
| 6  | Verkhovyna «Верховинський»                                      | Ivano-Frankivs'k              | 2010                | 12023         | «Верховинський»            |
| 7  | Vyzhnytsia «Вижницький»                                         | Černivci                      | 1995                | 7928          | «Вижницький»               |
| 8  | Grande Prato «Великий Луг»                                      | Zaporižžja                    | 2006                | 16756         | «Великий Луг»              |
| 9  | Distretto di Halych «Галицький»                                 | Ivano-Frankivs'k              | 2004                | 14685         | «Галицький»                |
| 10 | Hetman «Гетьманський»                                           | Sumy                          | 2009                | 23360         | «Гетьманський»             |
| 11 | Golosijvsky «Голосіївський»                                     | Kiev                          | 2007                | 4525          | «Голосіївський»            |
| 12 | Foreste di Homilshanskij «Гомільшанські ліси»                   | Charkiv                       | 2004                | 14315         | «Гомільшанські ліси»       |
| 13 | Hutsulshchyna «Гуцульщина»                                      | Ivano-Frankivs'k              | 2002                | 32271         | «Гуцульщина»               |
| 14 | Dvurechanskij «Дворічанський»                                   | Charkiv                       | 2009                | 3131,2        |                            |
| 15 | Derman-Ostrog «Дермансько-Острозький»                           | Rivne                         | 2009                | 1647,6        |                            |
| 16 | Desna-Starogutskij «Деснянсько-Старогутський»                   | Sumy                          | 1999                | 16215         | «Деснянсько-Старогутський» |
| 17 | Parco nazionale naturale Džarylhac'kyj «Джарилгацький»          | Cherson                       | 2009                | 10000         | «Джарилгацький»            |
| 18 | Zalissia «Залісся»                                              | Černihiv, Kiev                | 2009                | 14836         |                            |
| 19 | Terra incantata «Зачарований край»                              | Transcarpazia                 | 2009                | 6101          | «Зачарований край»         |
| 20 | Ichnyanskij «Ічнянський»                                        | Černivci                      | 2004                | 9666          | «Ічнянський»               |
| 21 | Carpazi «Карпатський»                                           | Ivano-Frankivs'k              | 1980                | 50303         | «Карпатський»              |
| 22 | Monti Kremenets «Кременецькі гори»                              | Ternopil'                     | 2009                | 6951,2        |                            |
| 23 | Piccola Polissia «Мале Полісся»                                 | Chmel'nyc'kyj                 | 2013                | 9515,1        |                            |
| 24 | Mezynskij «Мезинський»                                          | Černivci                      | 2006                | 31035         | «Мезинський»               |
| 25 | Parco naturale nazionale del basso Dnestr «Нижньодністровський» | Odessa                        | 2008                | 21311         | «Нижньодністровський»      |
| 26 | Nyzhnosulskyy «Нижньосульський»                                 | Čerkasy, Poltava              | 2010                | 16879         | «Нижньосульський»          |
| 27 | Podollia settentrionale «Північне Поділля»                      | Leopoli                       | 2010                | 15588         |                            |
| 28 | Podolski Tovtry «Подільські Товтри»                             | Chmel'nyc'kyj                 | 1996                | 2613,16       | «Подільські Товтри»        |
| 29 | Pripyat-Stokhid «Прип'ять-Стохід»                               | Volinia                       | 2007                | 39315,5       |                            |
| 30 | Pyryatynsky «Пирятинський»                                      | Poltava                       | 2009                | 12028,4       | «Пирятинський»             |
| 31 | Azov «Приазовський»                                             | Zaporižžja                    | 2010                | 78127         |                            |
| 32 | Monti Sacri «Святі Гори»                                        | Donec'k                       | 1997                | 40609         | «Святі Гори»               |
| 33 | Synevir «Синевир»                                               | Transcarpazia                 | 1989                | 40400         | «Синевир»                  |
| 34 | Skolevskij Beskidi «Сколівські Бескиди»                         | Leopoli                       | 1999                | 35684         | «Сколівські Бескиди»       |
| 35 | Slobozhanskij «Слобожанський»                                   | Charkiv                       | 2009                | 5244          |                            |
| 36 | Laguna di Tuzly «Тузловські лимани»                             | Odessa                        | 2010                | 27865         | «Тузловські лимани»        |
| 37 | Uzhanskij «Ужанський»                                           | Transcarpazia                 | 1999                | 39159         | «Ужанський»                |
| 38 | Khotyn «Хотинський»                                             | Černivci                      | 2010                | 9400          | «Хотинський»               |
| 39 | Porto di Charivna «Чарівна гавань»                              | Repubblica autonoma di Crimea | 2009                | 6270          | «Чарівна гавань»           |
| 40 | Čeremoskij «Черемоський»                                        | Černivci                      | 2009                | 7117,5        | «Черемоський»              |
| 41 | Shatskij «Шацький»                                              | Volinia                       | 1983                | 32515         | «Шацький»                  |
| 42 | Parco nazionale di Javorov «Яворівський»                        | Leopoli                       | 1998                | 7079          | «Яворівський»              |
| 43 | Canyon del Dniester «Дністровський каньйон»                     | Ternopil'                     | 2010                | 10829,18      | «Дністровський каньйон»    |